# Euptera dorothea
Euptera dorothea es una especie de  Lepidoptera, de la familia Nymphalidae,  subfamilia Limenitidinae, tribu Adoliadini, pertenece al género Euptera.

## Subespecies
- Euptera dorothea dorothea
- Euptera dorothea warrengashi (Libert, 2002)

## Localización
Esta especie y las subespecies de Lepidoptera se encuentran localizadas en Sierra Leona (África).